# Albert Roig
Albert Roig (Tortosa, 28 de diciembre de 1959) es poeta, ensayista, dramaturgo, traductor y profesor del Instituto del Teatro de Barcelona. Ha publicado los libros de poemas, Correr la naranja, 1979-2001(2002), A la encendida (2007) y La tormenta (2011), entre otros. Ha escrito varios libros de ensayo: L'estiu de les paparres, El gos del poeta, Creació del poema y I pelava la taronja amb les dents (Ars amandi)... Ha traducido autores como por ejemplo W. B. Yeats, el poeta brasileño Manoel de Barros y la poetisa turca Bejan Matur. Su colaboración con músicos ha tenido como resultado dos grabaciones:Flor d'escarabat, con música de Carles Santos, y Salvatge cor, con los músicos Krishoo Monthieux y Marc Egea. Ha explorado los aspectos teatrales de la poesía mediante varias performances para teatro, entre otros Lleons al jardí, Verges i gossos,Salvatge cor, l'òpera Roses gos y una versión dramatizada de La mort i la primavera, de Mercè Rodoreda. Dirigió la revista de arte y literatura T(D) .

## Premios
- Que no passa (Premio de Poesia Ausiàs March 1989)
- Vedat (Premio Carles Riba de Poesia 1993)
- La vestidura i el dol (Premio de Poesía Miquel de Palol 1998)
- Cecília de Florejats (Premio de Narrativa Cristòfol Despuig 2006)[2]
- A l´encesa (VI Premio de Poesía Sant Cugat a la memòria de Gabriel Ferrater 2007)[3]
- La tempesta (Premio de Poesía Juegos Florales de Barcelona 2011)[4]

## Obra publicada[5]
Nota: El año se refiere a la fecha de publicación

### Poesía
- 1981 -- Nós (o la idoïdea). -- Tortosa : Dertosa
- 1989 — Córrer la taronja. -- Barcelona : Empúries
- 1990 — Que no passa. -- Barcelona : Edicions 62
- 1994 — Vedat. -- Barcelona : Proa
- 1994 — Fato d'este : retrat/autorretrat : creació del poema. -- Tortosa : Ajuntament
- 1998 — La vestidora i el dol. -- Barcelona : Edicions 62
- 2002 — Córrer la taronja 1979-2001. -- Barcelona : Edicions 62
- 2007 — A l'encesa. -- Barcelona : Edicions 62
- 2011 — La tempesta. -- Barcelona : Edicions 62
- 2013 -- La Tempête. -- Marseille : CipM / Spectres Familiers

### Antologías de poesía
- 1989 — Ser del segle : antologia dels nous poetes catalans. -- Barcelona : Empúries
- 1991 — Escrits del riu. -- Tortosa : Amics de l'Ebre
- 1992 -- Aqua permanens. -- Barcelona : Cafè Central
- 2001 — Sense contemplacions: nou poetes per al nou segle. -- Barcelona : Empúries
- 2004 — Terres d'aigua. Poemari de les Terres de l'Ebre. -- Valls : Cossetània
- 2009 — Lletres de casa. Antologia de poetes ebrencs al Serret Blog. -- Vendrell : March Editor
- 2012 — Paraula encesa. Antologia de poesia catalana dels últims cent anys. -- Barcelona : Viena

### Narrativa
- 2006 -- Cecília de Florejats : fruita d'Erm. -- Cerdanyola del Vallès : Montflorit

### Ensayo
- 1991 -- L'Escriptor de poesia : poètica i antologia del vint / Jordi Balcells, Albert Roig. -- Barcelona : Teide
- 1992 -- Dels trobadors a la poesia actual : Antologia i guía didàctica / Jordi Balcells, Albert Roig. -- Barcelona : Laertes
- 1992 — L'estiu de les paparres. -- Barcelona : Empúries
- 1993 -- L'Artista de la paraula : poesia catalana del segle XX / Xavier Lloveras i Albert Roig. -- Barcelona : Proa
- 1993 -- L'Orgull de ser pocs : 1954-1993 : Tortosa. --Tarragona : La Gent del Llamp
- 1994 — El gos del poeta. -- Barcelona : Empúries
- 1997 -- Vores de riu : fotografies i escrits de l'Ebre / Jep Colomé [fotografies] i Albert Roig [textos]. -- Barcelona : Columna-Tresmall
- 1999 — La creació del poema. -- Barcelona : Proa
- 2004 — I pelava la taronja amb les dents : ars amandi. -- Barcelona : Edicions 62
- 2016 -- Gos : vida de Rainer Maria Rilke. -- Barcelona : Galaxia Gutenberg
- 2016 -- Perro : vida de Rainer María Rilke. -- Barcelona : Galaxia Gutenberg

### Versiones de poesía
- 2005 — Barros, Manoel de. Riba del dessemblat. Antologia poètica Manoel de Barros. -- Palma de Mallorca : Lleonard Muntaner
- 2006 — Yeats, W.B. L'espasa i la torre. -- Barcelona : Edicions 62
- 2012 — Matur, Bejan. Al seu desert. -- Barcelona : Labreu

### Versiones teatrales
- 2008 -- La Mort i la primavera, de Mercè Rodoreda : versió dramàtica. -- Palma de Mallorca : Lleonard Muntaner

### Colaboraciones
1986-1988—Dirección, junto con Leonardo Escoda, de la revista T(D) : revista d'arts i lletres 

## Espectáculos teatrales y dramaturgia
- 1989 -- Romàntic, Premio de la Generalidad de Cataluña 1989 al mejor cortometraje. Dirección : Aurora Corominas ; Guion : A. Corominas y Albert Roig ; Intérpretes : Rosa Maria Sardà y Carles Santos ; Música : Carles Santos ; Productora : La Teco.
- 1997 -- Noves veus, nous poetes, Dirección : Lurdes Barba ; Elige de poemas : Albert Roig. -- Festival de Teatro Griego. Convento de Santo Agustí, Barcelona, junio de 1997
- 2002 -- Actuació dins el cicle « gest i paraula »  Intérpretes : Alexis Eupierre, Marc Egea y Albert Roig. -- CaixaFòrum, Barcelona, junio de 2002
- 2004 -- Lleons al jardí, Espejo de Abu Bakr : versión de textos de Abu Bakr.—Festival Internacional Entre Culturas, Tortosa, noviembre de 2004[6]
- 2004 -- E descascava a laranja com os dentes. -- Àreatangent, Barcelona, 13-17 de mayo de 2004
- 2004 -- Salvatge cor / espectáculo de videodansa, música de Krishoo Monthieux y la poesía de Albert Roig. -- Barcelona, 10-13 de junio de 2004, y Propuesta, Festival Internacional de Poesías, CCCB, Barcelona, 3 de noviembre de 2004
- 2006 -- Verges i gossos, .—Festival Internacional Entre Culturas, Tortosa, noviembre de 2006[7]
- 2007 -- L'aigua, versión teatral de textos de Jesús Moncada.—Teatro La Alegría de Terrassa, 18 de octubre de 2007[8]
- 2007 -- Roses de Gos. -- Teatro Bartrina, Reos, 14 de diciembre de 2007
- 2007 -- Flor d´escarabat. Cantara. -- 3.000 voces de niños : Corales Infantiles de Cataluña Palau Sant Jordi, 13 de mayo de 2007
- 2009 -- Marina, Homenaje a Josep Mª de Sagarra
- 2011 -- Convivència d'aigües/ espectáculo en reconocimiento a la obra de Zoraida Burgos.—Teatro Auditorio de Tortosa[9]
- 2011—Invitado al 3e Festival du Livre de la Canebière. Centre International de Poésie Marsellaise, 12 juin 2011[10]
- 2012 -- Una música de cavalls negres, a partir de poemas de Albert Roig: Jordi Gaspar, Sílvia Belio, Mònica van Campen, Maria del Mar Bonet, Eloi Prat y Ferran Savall. BARCELONA POESÍA 2012. XXVIII Festival Internacional de Poesía de Barcelona. -- La Pedrera, 15 de mayo de 2012
- 2013 -- COS, de Vicent Andrés Estellés.—20 de octubre al Teatro CCCB[11]
- 2013 -- Oratori per Marilyn Monroe, de Vicent Andrés Estellés. -- 20 de octubre al Teatro CCCB

## Música cantada
- 1997 -- Quatre poemes per a orquestra : del ciclo do del poema : [música impresa] / Joan Carles Martínez ; sobre textos de Albert Roig. -- Sabadell : La Mano de Guido
- 2006 -- Flor d´escarabat : cantata para coro infantil, solista, piano y percusión : [música impresa] / música de Carles Santos ; texto: Albert Roig. -- Barcelona : Dinsic
- 2007 -- Flor d´escarabat de Carles Santos ... i altres cançons [CD] ; [S.l.] : Utopía Global : Secretariado de Corales Infantiles de Cataluña
- 2009 -- Dido and Aeneas_Roses de Gos / Henry Purcell ; música: Francesc Capilla ; texto: Albert Roig. -- Swit Records